# Обрат на съдбата
„Обрат на съдбата“ (на английски: Reversal of Fortune) е щатска драма от 1990 г., адаптиран по книгата Reversal of Fortune: Inside the von Bülow Case от 1985 г., написана от професора по право Алън Дершовиц. Филмът е режисиран от Барбе Шрьодер и във филма участват Глен Клоуз, Джеръми Айрънс и Рон Силвър. Айрънс печели „Оскар“ за най-добър актьор за изпълнението си във филма.

## В България
В България филмът е излъчен на 5 октомври 2002 г. по bTV.